# 156-й армейский зенитный артиллерийский полк
156-й армейский зенитный артиллерийский полк — воинское подразделение вооружённых СССР в Великой Отечественной войне.

## История
Полк формировался в мае 1943 года на Карельском фронте
В составе действующей армии с 30.05.1943 по 09.05.1945.
С момента поступления в действующую армию находился в Заполярье, являясь армейским зенитным полком 14-й армии.
Принимал участие в Петсамо-Киркенесской наступательной операции, отличился при освобождении Киркенеса.
По окончании операции до конца войны находился в Норвегии

## Полное наименование
- 156-й армейский зенитный артиллерийский Печенгский ордена Александра Невского полк

## Подчинение
| Дата            | Фронт (округ)    | Армия      | Корпус | Дивизия | Бригада | Примечания |
| --------------- | ---------------- | ---------- | ------ | ------- | ------- | ---------- |
| 01.06.1943 года | Карельский фронт | 14-я армия | -      | -       | -       | -          |
| 01.07.1943 года | Карельский фронт | 14-я армия | -      | -       | -       | -          |
| 01.08.1943 года | Карельский фронт | 14-я армия | -      | -       | -       | -          |
| 01.09.1943 года | Карельский фронт | 14-я армия | -      | -       | -       | -          |
| 01.10.1943 года | Карельский фронт | 14-я армия | -      | -       | -       | -          |
| 01.11.1943 года | Карельский фронт | 14-я армия | -      | -       | -       | -          |
| 01.12.1943 года | Карельский фронт | 14-я армия | -      | -       | -       | -          |
| 01.01.1944 года | Карельский фронт | 14-я армия | -      | -       | -       | -          |
| 01.02.1944 года | Карельский фронт | 14-я армия | -      | -       | -       | -          |
| 01.03.1944 года | Карельский фронт | 14-я армия | -      | -       | -       | -          |
| 01.04.1944 года | Карельский фронт | 14-я армия | -      | -       | -       | -          |
| 01.05.1944 года | Карельский фронт | 14-я армия | -      | -       | -       | -          |
| 01.06.1944 года | Карельский фронт | 14-я армия | -      | -       | -       | -          |
| 01.07.1944 года | Карельский фронт | 14-я армия | -      | -       | -       | -          |
| 01.08.1944 года | Карельский фронт | 14-я армия | -      | -       | -       | -          |
| 01.09.1944 года | Карельский фронт | 14-я армия | -      | -       | -       | -          |
| 01.10.1944 года | Карельский фронт | 14-я армия | -      | -       | -       | -          |
| 01.11.1944 года | Карельский фронт | 14-я армия | -      | -       | -       | -          |
| 01.12.1944 года | -                | 14-я армия | -      | -       | -       | -          |
| 01.01.1945 года | -                | 14-я армия | -      | -       | -       | -          |
| 01.02.1945 года | -                | 14-я армия | -      | -       | -       | -          |
| 01.03.1945 года | -                | 14-я армия | -      | -       | -       | -          |
| 01.04.1945 года | -                | 14-я армия | -      | -       | -       | -          |
| 01.05.1945 года | -                | 14-я армия | -      | -       | -       | -          |

## Командиры
- подполковник Голтыхов Павел Фёдорович

## Награды и наименования
| Награда (наименование)             | Дата                                 | За что получена |
| ---------------------------------- | ------------------------------------ | --- |
| Почётное наименование «Печенгский» | Приказ ВГК № 0354 от 31.10.1944 года | за образцовое выполнение заданий командования в боях с немецкими захватчиками, за овладение городом Петсамо (Печенга) и проявленные при этом доблесть и мужество |
| Орден Александра Невского          | 14.11.1944                           | за образцовое выполнение заданий командования в боях с немецкими захватчиками, за овладение городом Киркенес и проявленные при этом доблесть и мужество          |